# Ruysch (geslacht)

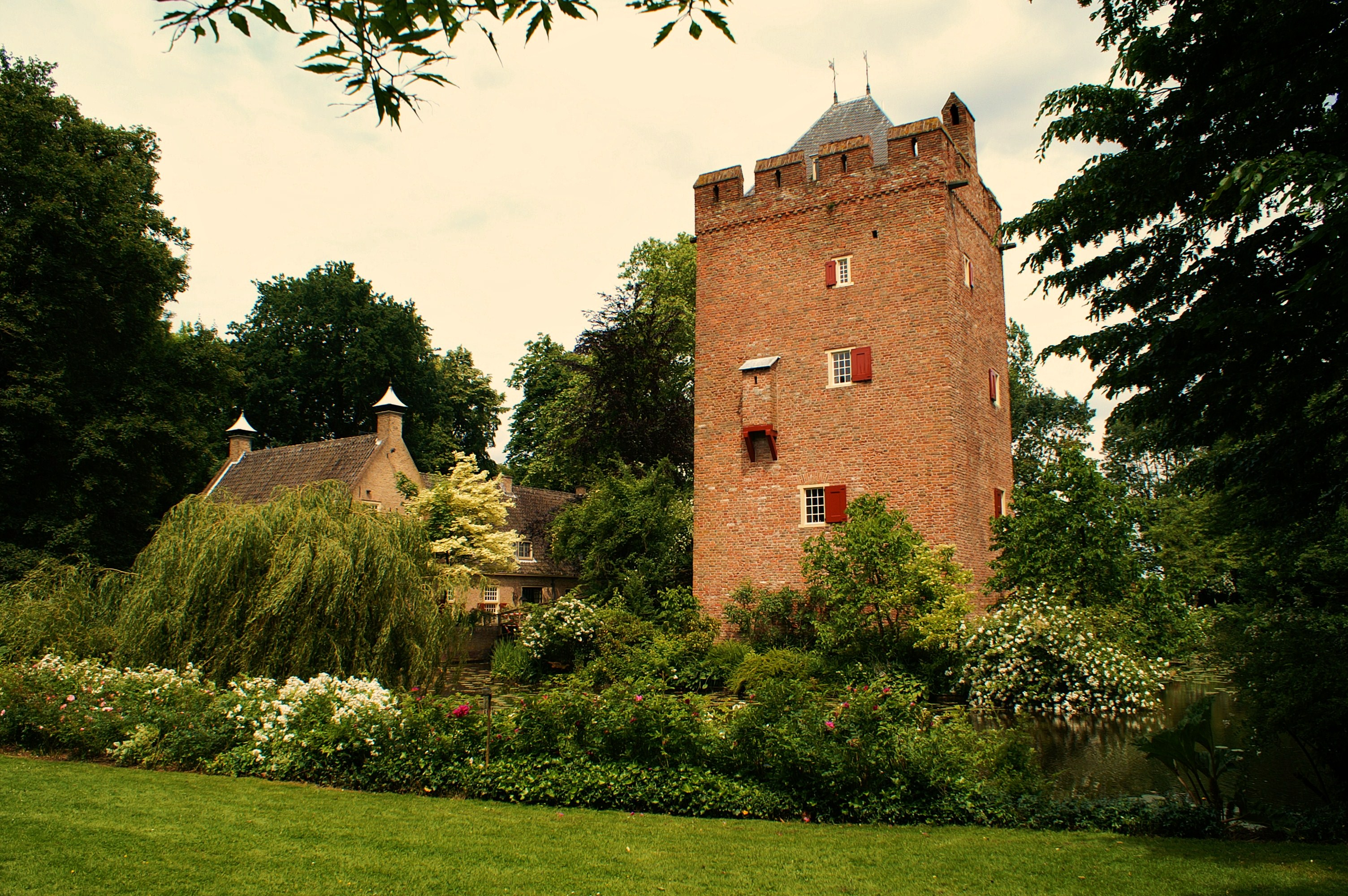
Kasteel Lunenburg in 2010.

Ruysch is een Nederlands geslacht waarvan leden sinds 1815 tot de Nederlandse adel behoren en dat in 1859 uitstierf.

## Geschiedenis
De stamreeks begint met Jan Beth Vechtersz, schepen van Amsterdam in 1470 die voor 24 januari 1476 overleed. Zijn zoon was burgemeester van Amsterdam. Nakomelingen hadden bestuurs- of militaire functies. Een nazaat werd bij KB van 21 augustus 1815 ingelijfd in de Nederlandse adel; hij was al eerder bij koninklijk Hollands besluit in 1810 verheven in de adel met de titel van baron.
Een zoon van de laatste telg verkreeg in 1843 naamswijziging tot Ruijsch Lehman de Lehnsfeld, waardoor de familienaam Ruysch behouden bleef.

## Enkele telgen
Henrick Ruysch, heer van Lunenburg (1702-1776), generaal-majoor in Statendienst
- jhr. Hendrik Alexander Ruysch (1767-1839), viceadmiraal, in 1815 verheven in de Nederlandse adel
  - jkvr. Henriette Alexandrine Ruysch (1799-1859), laatste telg van het adellijke geslacht; trouwde in 1832 met Johannes Lehman de Lehnsfeld (1800-1864), kapitein-luitenant ter zee titulair
    - Godfried Martinus Ruijsch Lehman de Lehnsfeld (1833-1885), luitenant-ter-zee, verkreeg bij KB van 14 maart 1843 naamswijziging tot Ruijsch Lehman de Lehnsfeld, lid van de familie Lehman de Lehnsfeld; deze familie werd in 1949 opgenomen in het Nederland's Patriciaat